# Lindby (Borgholm)
Lindby is een plaats in de gemeente Borgholm in het landschap en eiland Öland en de provincie Kalmar län in Zweden. De plaats heeft 60 inwoners (2005) en een oppervlakte van 33 hectare.
Åkerby-Lopperstad · Alböke · Äleklinta · Arbelunda · Askelunda · Åstad · Binnerbäck · Björkviken · Bläsinge · Borgehage · Borgholm · Bredsättra · Byrum · Byxelkrok · Bägby · Böda · Dalby · Djupvik · Djurstad · Dödevi · Egby · Enerum · Fagerum · Furuhäll-Blårör-Solbergamarken · Föra · Gillberga · Grankulla · Grankullavik · Greby · Greda · Gunnarslund · Gärdslösa · Hagby · Hagelstad · Hallnäs · Halltorp · Horn · Hässelby · Högenäs · Högsrum · Hörlösa · Ingelstad · Istad · Kalleguta · Kolstad · Kvarnstad · Källa · Källingemöre · Kårehamn · Köpingsvik · Lerkaka · Lilla Horn · Lindby · Lofta · Långlöt · Långöre · Löt · Löttorp · Marsjö · Mellböda och del av Böda · Melösa · Mörby · Nabbelund · Öjkroken · Ölands Bäck · Persnäs · Ramsättra · Runsten-Bjärby · Rälla · Rälla tall · Räpplinge · Sandby · Sandvik · Spjutterum · Stacketorp · Stenninge · Stora Rör · Störlinge · Sättra · Södvik · Sörby · Tjusby · Uggletorp · Vannborga · Vedborm · Vedby · Vedby